# La scuola delle mogli (romanzo)
La scuola delle mogli (L'École des femmes - IPA: /lekɔl de fam/) è un romanzo di André Gide pubblicato nell'aprile del 1929 su La Nouvelle Revue Française da Gallimard. È il primo volume di un trittico composto da Robert (1930) e Geneviève (1936) che offrono diversi punti di vista famigliari sugli stessi eventi. 

## Scrittura e pubblicazione del romanzo
La composizione del romanzo fu un processo lungo per André Gide che lo abbandonerà e vi ritornerà più volte tra il giugno del 1912, data delle prime bozze, e il 1929 che è la data della prima pubblicazione del romanzo. Ad un certo punto, questo libro, è diventato un lavoro commissionato, finanziato dalla rivista letteraria americana Forum. Questa rivista, infatti, ha dato a Gide un anticipo di 1.500 dollari perché potesse continuare il lavoro e riservare la prepubblicazione - dopo la traduzione quasi simultanea di Dorothy Bussy - alla rivista americana. Per il personaggio del marito di Évelyne, Gide si è ispirato direttamente a una sua buona conoscenza con cui intrattiene una relazione ambigua, fatta d'interessi, di giudizi feroci e risentimento finanziario, l'imprenditore agricolo e politico Eugène Rouart (1872-1936), futuro senatore dell'Alta Garonna. Évelyne, di conseguenza, è ispirata alla moglie di Eugène Rouart: Yvonne Lerolle, figlia di Henry Lerolle.
Completata nel 1929, La scuola delle mogli è stato originariamente pubblicato in tre episodi nei numeri di gennaio, febbraio e marzo 1929 della rivista Forum con il titolo The School of Wives. Il romanzo è stato poi pubblicato in francese su la Revue de Paris nei numeri del 15 marzo e del 1º aprile 1929, sempre nello stesso anno è stato poi pubblicato integralmente nella Nouvelle Revue Française, da Gaston Gallimard. Nel gennaio del 1930, sempre sulla Nouvelle Revue Française, è stata pubblicata una versione ampliata del romanzo seguente, Robert.

## Riassunto
Il romanzo è presentato come il diario di Éveline X che è stato inviato ad un editore (presumibilmente André Gide) da sua figlia Geneviève, dopo la morte della madre a seguito di un'epidemia durante la Prima Guerra mondiale per cui Éveline si era arruolata come infermiera. È composto da due parti distinte e da un epilogo.
Nella prima parte, Éveline, una giovane donna ingenua e idealista, racconta della sua ammirazione e del suo amore per Robert, dal loro incontro fino ai primi anni del loro matrimonio, avvenuto nonostante l'iniziale ostilità che suo padre provava nei confronti di Robert. Éveline riprende il suo diario dopo una lunga pausa durata vent'anni, in questa seconda parte troviamo una donna matura, madre di due bambini e moglie infelice che confida di non farsi più illusioni su Robert di cui finalmente comprende la mediocrità e l'opportunismo. 

## Analisi del romanzo
La caratteristica più interessante del romanzo, almeno dal punto di vista della tecnica romanzesca, riguarda l'approccio secondo un unico punto di vista. La forma del diario fittizio permette di presentare gli eventi dal solo punto di vista di Éveline. Il lettore deve, quindi, interpretare la narrazione non solo in base agli eventi riportati, ma anche in base alla posizione personale che causa inevitabilmente un certo grado di distorsione e di soggettività. Questo aspetto è particolarmente evidente nella prima parte del romanzo, dove la giovane Éveline esprime, in uno stile ingenuo, la sua ammirazione per il suo fidanzato Robert, fornendo al lettore indizi sufficienti affinché capisca che quest'ammirazione è rivolta a un uomo che non la merita.
I due romanzi che lo seguono prolungano e ampliano questo processo, proponendo dei punti di vista differenti che contrastano con quello di Éveline. In Robert (1930), Andrè Gide passa la parola al marito che propone una confutazione del punto di vista di Éveline. Robert racconta la sua versione dei fatti e giustifica l'eccessivo perfezionismo che Éveline gli rimprovera. In Geneviève (1936) è la figlia a prendere parola e rivolge uno sguardo disincantato sulla situazione dei suoi genitori. Sognando un mondo fatto d'indipendenza e di emancipazione femminile, la ragazza prende le parti di sua madre e critica la morale di suo padre.
La trilogia può essere interpretata come una riflessione sulla condizione delle donne messa in prospettiva storica (la generazione di Geneviève non si trova nella stessa situazione in cui si trova sua madre).

## Edizioni
- L'École des femmes, La Nouvelle Revue française, edizioni Gallimard, 1929.
- L'École des femmes, nuova edizione ampliata da Robert, La Nouvelle Revue française, Éditions Gallimard, 1930.
- Trilogia: L'École des femmes, Robert, Geneviève, edizioni Gallimard, 1944.
- L'École des femmes, Volume II di «Romans et récits - André Gide», Biblioteca Pléiade, edizioni Gallimard, 2009,ISBN 978-2-07-011780-2 .